# Луксембург на Светском првенству у атлетици на отвореном 2023.
Луксембург је учествовао на 19. Светском првенству у атлетици на отвореном 2023. одржаном у Будимпешти од 19. до 27. августа петнаести пут. Репрезентацију Луксембурга представљала су 4 такмичара (2 мушкарца и 2 жене) који су се такмичили 4 дисциплине (2 мушке и 2 женске).,
На овом првенству такмичари Луксембурга нису освојили ниједну медаљу нити су остварили неки резултат.

## Учесници
| Мушкарци: - Чарел Гретен — 1.500 м - Боб Бертемес — Бацање кугле | Жене: - Патриција ван дер Векен — 100 м - Вера Хофман — 1.500 м |

## Резултати

### Мушкарци
| Атлетичар    | Дисциплина   | Лични рекорд | Квалификације      | Квалификације      | Полуфинале           | Полуфинале           | Финале               | Финале  | Детаљи |
| Атлетичар    | Дисциплина   | Лични рекорд | Резултат           | Место              | Резултат             | Место                | Резултат             | Место   | Детаљи |
| ------------ | ------------ | ------------ | ------------------ | ------------------ | -------------------- | -------------------- | -------------------- | ------- | ------ |
| Чарел Гретен | 1.500 м      | 3:32,86 НР   | 3:34,32 КВ, ЛРС    | 4. у гр. 4         | 3:36,18              | 7. у гр. 2           | Није се квалификовао | 19 / 58 |        |
| Боб Бертемес | Бацање кугле | 22,22 НР     | Без исправног хица | Без исправног хица | Није се квалификовао | Није се квалификовао |                      |         |        |

### Жене
| Атлетичарка             | Дисциплина | Лични рекорд | Квалификације | Квалификације | Полуфинале            | Полуфинале            | Финале                | Финале       | Детаљи |
| Атлетичарка             | Дисциплина | Лични рекорд | Резултат      | Место         | Резултат              | Место                 | Резултат              | Место        | Детаљи |
| ----------------------- | ---------- | ------------ | ------------- | ------------- | --------------------- | --------------------- | --------------------- | ------------ | ------ |
| Патриција ван дер Векен | 100 м      | 11,02 НР     | 11,34         | 4. у гр. 6    | Нису се квалификовале | Нису се квалификовале | Нису се квалификовале | 33 / 54 (56) |        |
| Вера Хофман             | 1.500 м    | 4:06,94      | 4:09,76       | 12. у гр. 1   | Нису се квалификовале | Нису се квалификовале | Нису се квалификовале | 45 / 55 (56) |        |